# Valerij Čechov
Valerij Aleksandrovič Čechov, noto come Valery Chekhov in Occidente (in russo Валерий Александрович Чехов?; Mosca, 27 novembre 1955), è uno scacchista russo.
Nel 1975 vinse a Tjentište in Jugoslavia il 14º Campionato del mondo juniores.
Nel 1985 ottenne il titolo di Grande maestro.
Partecipò a tre finali del Campionato sovietico (1980, 1984 e 1991).
Nel 1982 vinse, alla pari con Anatoli Vaisser, il Campionato delle Repubblica Sovietica Russa.
Chekhov è un grande esperto della variante aperta della partita Spagnola, con la quale ha ottenuto molti successi (vedi due partite sotto).
Altri risultati: 
- 1981:  primo nel Sokolskij Memorial di Minsk;
- 1983:  primo nel Kotov Memorial di Leopoli, primo-terzo a Irkutsk con Smbat Lpowtyan e Oleksandr Černin;
- 1984:  primo a Barcellona e Berlino;
- 1985:  primo a Rostock e Dresda;
- 1986:  pari primo a Berlino;
- 1988:  primo a Lipsia, pari primo con Aleksej Dreev a Mosca (torneo B);
- 1991:  primo-terzo a Krumbach con Grigorij Serper e Igor' Glek;
- 2001:  primo-quinto a Eforie con Constantin Ionescu, Vitalij Kunin, Vasile Sănduleac e Dmitrij Svetushkin.

Alcune partite notevoli:
- Karpov - Čechov, Urss 1972: – Spagnola var. aperta C83
- Kuprėjčyk - Čechov, Urss 1976: – Siciliana var. Sveshnikov B33
- Svešnikov - Čechov, Camp. Urss a squadre 1976: – Partita del centro C21
- Čechov- Ehlvest, 48° Camp. Urss, Vilnius 1981: – Est indiana E97
- Heller - Čechov, 48° Camp. Urss, Vilnius 1981: – Spagnola var. aperta C82
- Tal' - Čechov, 59° Camp. Urss, Mosca 1991: – Difesa moderna A42